# Ron Murphy
Pour les articles homonymes, voir Murphy.
Ron Murphy (né le 3 mars 1948 et décédé le 12 janvier 2008) est un ingénieur du son américain, fondateur du label discographique indépendant NSC Records à Détroit,,,. Ron Murphy joue un rôle important dans la perpétuation du lien musical unissant Détroit à Berlin.

## Biographie
Dans son studio d'enregistrement, National Sound Corporation (NSC), il apporte la touche finale à de nombreux classiques de la techno et de la house produits à Motor City. L'abréviation NSC gravée à l'intérieur du disque devient une marque de fabrique et un gage de qualité. Murphy est moins un ingénieur du son qu'un mentor.
En 1989, Derrick May entre dans le magasin de disques de Murphy. À partir de ce moment, une longue amitié se noue entre les deux hommes. Le père de Murphy travaillait dans l'industrie cinématographique et Murphy a passé son enfance à écouter les disques du label Motown.
Il décède le 12 janvier 2008 d'une crise cardiaque.